# Балей (Болгария)
Балей (болг. Балей) — село в Болгарии. Находится в Видинской области, входит в общину Брегово. Население составляет 449 человек (на 15 декабря 2010 года).

## Политическая ситуация
В местном кметстве Балей, в состав которого входит Балей, должность кмета (старосты) исполняет Иван Филипов Иванов (Болгарская социалистическая партия (БСП)) по результатам выборов.
Кмет (мэр) общины Брегово — Милчо Лалов Выков (Болгарская социалистическая партия (БСП)) по результатам выборов.